# Chinesisches Zimmer
Das Chinesische Zimmer ist der Name für ein Gedankenexperiment des Philosophen John Searle. Mit seiner Hilfe versucht Searle die Meinung zu widerlegen, dass digitale Computer allein dadurch Bewusstsein erlangen könnten, dass sie ein passendes Programm ausführen.
Bei dem Gedankenexperiment stellt man sich einen geschlossenen Raum vor, in dem ein Mensch, der keinerlei Chinesisch versteht, in chinesischer Schrift gestellte Fragen – anhand einer in seiner Muttersprache verfassten Anleitung – in chinesischer Schrift sinnvoll beantwortet. Personen außerhalb des Raums folgern aus den Ergebnissen, dass der Mensch in dem Raum Chinesisch beherrscht, obwohl das nicht der Fall ist.
Das Experiment sollte zeigen, dass ein Computer ein Programm ausführen und regelbasiert Zeichenreihen verändern kann, ohne die Bedeutung der Zeichen zu verstehen. Die Fähigkeit, Syntax zu befolgen, soll nach Searle also nicht zu Semantik befähigen. Nach Searle müsste ein Computer dafür Intentionalität aufweisen.
Mit Hilfe seines Gedankenexperimentes wollte Searle nachweisen, dass es nicht ausreicht, dass eine programmierte Rechenmaschine den Turing-Test besteht, um als intelligent zu gelten. Erfolg im Turing-Test stelle also kein ausreichendes Kriterium für sogenannte starke künstliche Intelligenz dar. Darüber hinaus stellt es die komputationalen Theorien des Geistes in Frage.
Das Gedankenexperiment wird von Searle 1980 in seinem Aufsatz Minds, Brains, and Programs eingeführt.

## Gedankenexperiment
Searle beschrieb einen geschlossenen Raum, in dem sich ein Mensch befindet. Ihm werden durch einen Schlitz in der Tür Zettel mit Geschichten auf Chinesisch zugestellt. Er selbst ist der chinesischen Sprache nicht mächtig und versteht somit weder den Sinn der einzelnen Zeichen noch den Sinn der Geschichte. Danach erhält er noch einen Zettel mit Fragen zu der Geschichte (ebenfalls in chinesischer Notation). Der Mensch findet des Weiteren einen Stapel chinesischer Skripte und ein „Handbuch“ mit Regeln in seiner Muttersprache vor. Die Skripte enthalten Zusatz- und Hintergrundinformationen zu den Geschichten (eine Art „Wissensdatenbank“). Das Handbuch ermöglicht es ihm, die Zeichen mit der Geschichte in Verbindung zu bringen, allerdings ausschließlich auf der Ebene der Zeichenerkennung (über die Form der Zeichen). Auch entnimmt er dem Handbuch Anweisungen, welche Zeichen er (abhängig von den Zeichen der Geschichte, der Skripte und der Fragen) auf den Antwortzettel zu übertragen hat. Er folgt also rein mechanischen Anweisungen und schiebt das Ergebnis (die „Antworten“ auf die Fragen) durch den Türschlitz, ohne die Geschichte oder die Fragen verstanden zu haben.
Vor der Tür wartet ein chinesischer Muttersprachler, der die Antwortzettel liest. Er kommt aufgrund des Sinngehaltes der Antworten zu dem Ergebnis, im Raum befinde sich ebenfalls ein Chinesisch sprechender Mensch, der die Geschichte verstanden hat.
Das Gedankenexperiment hatte mehrere Deutungen zur Folge.

## Ansichten

### Systemkritik
Es wird kritisiert, dass zwar das im Raum befindliche Individuum kein Chinesisch spricht, es aber nicht klar ist, weshalb der Raum in seiner Gesamtheit die Sprache nicht verstehen sollte, d. h. die Kombination aus ausführendem Organ (dem Menschen), Daten und Anweisungen. Diese Kombination wird als ein denkendes System aufgefasst. Diese Position befürwortet tendenziell damit auch die Möglichkeit künstlicher Intelligenz (KI) wie auch eine funktionalistische Sicht darauf, was als Träger von Verständnis zu betrachten sei.
Durch diese Kritik wird ersichtlich, dass es unterschiedliche Vorstellungen von dem Begriff „Verständnis“ und (allgemeinen) kognitiven Prozessen gibt. Während viele Vertreter der starken KI-These (dass das Ablaufen geeigneter Programme Denken bzw. Verstehen nicht nur simulieren, sondern sogar hervorbringen kann) der Ansicht sind, die menschlichen Denkprozesse seien ein (unbewusstes) Verarbeiten von Input (Reizen), das bestimmten mechanisierbaren Regeln folgt, entgegnen die Kritiker, das menschliche Denken setze sich noch aus weiteren Dingen zusammen, die nicht in ein Programm abstrahierbar sind.
Searle antwortete auf diese Kritik mit dem Argument, dass der Mensch die Sprache selbst dann nicht verstehen würde, wenn er die Daten und Anweisungen zur Manipulation der Schriftzeichen auswendig gelernt hätte und somit das gesamte denkende System wäre.
Ein anderer Kritikansatz ist, die Gültigkeit des Experiments in Frage zu stellen. Insbesondere sei es fraglich, ob es das geforderte „Regelhandbuch“ überhaupt geben könnte. Die eigentliche „Intelligenz“ des Experiments liegt klar in diesem Regelwerk und es ist fraglich, ob es überhaupt je hinreichend umfangreich sein kann, um alle denkbaren Fragen mit sinnvollen Antworten zu verknüpfen. Sollte sich bei genauer Betrachtung aber herausstellen, dass das Regelwerk in der postulierten Form auch theoretisch nicht existieren kann (z. B. weil es unendlich umfangreich sein müsste), dann wären Erkenntnisse aus dem Experiment bedeutungslos.
Auch der vorangehende Schritt, das Erstellen des Regelhandbuches, muss im Gesamtsystem betrachtet werden. Es kann argumentiert werden, dass die „Intelligenz“ des ausführenden Systems (dem Raum) eigentlich vom wissenden Ersteller des Handbuches kommt, welcher Chinesisch verstehen muss, um erst sinnvolle Regeln aufstellen zu können.
Somit verlagert sich die Frage nach dem Halter der Intelligenz auf eine externe Entität, die beim originalen Gedankenexperiment einfach außen vor gelassen wurde.
Häufig wird bei der Diskussion des Experimentes außer Acht gelassen, dass Intelligenz und Bewusstsein zwei unterschiedliche Qualitäten sind, die nicht verwechselt werden dürfen. Eine künstliche Intelligenz (im schwachen Sinne) müsse nur Probleme lösen können, die Problemlösung aber nicht zwingend auch bewusst erleben.

### Roboter-Ansatz
„Man erschaffe einen Roboter, der nicht nur formale Symbole entgegennimmt, sondern auch (von einem Computer-‚Gehirn‘ gesteuert) mit der Umwelt interagieren kann. Dieser Computer könnte Begriffe auf einer ganz anderen Ebene verstehen und mentale Zustände haben.“
Hier lässt sich kritisieren, dass der Roboter trotz andersgearteten Outputs noch immer keine intentionalen Zustände (Zustände, die sich auf etwas in der Welt beziehen) hat, er reagiert allein aufgrund seines Programmes. Dem liegt jedoch das Missverständnis zugrunde, dass biologische kognitive Systeme dieser Kritik nicht unterworfen wären. Tatsächlich reagieren beispielsweise Babys zunächst auch nur auf Reize, die ihnen angeboten werden. Biologische kognitive Systeme entwickeln eigenständige, komplexe Handlungen insbesondere aufgrund ihrer genetisch bestimmten und sozial erworbenen Informationen.

### Simulations-Ansatz
„Man erschaffe ein künstliches neuronales Netz, das genauso reagiert wie ein sprechender bzw. schreibender chinesischer Muttersprachler. Dieses Netz ist, da es eine dem Gehirn des Muttersprachlers adäquate Funktionalität bietet, gleichermaßen in der Lage, die Geschichten zu verstehen.“
Zum einen geht dieser Ansatz laut Searle völlig an der eigentlichen Fragestellung vorbei und es scheint ihm eher seltsam, dass ein solcher Ansatz von den Vertretern der starken KI kommt. Die Grundfrage der KI-Forschung liege schließlich bei der Offenbarung der Funktionsweise des Verstandes – gerade ohne auf die neuronalen Zustände des Gehirns zurückgreifen zu müssen.

“I thought the whole idea of strong AI is that we don't need to know how the brain works to know how the mind works.”

„Ich dachte, die ganze Idee der starken KI ist, dass wir nicht wissen müssen, wie das Gehirn funktioniert, um zu wissen, wie der Verstand funktioniert.“

Zum anderen entspringt, selbst wenn ein solch neuronales Netz vollständig simuliert werden könnte, daraus keineswegs ein Verständnis einer bestimmten Sprache bzw. Geschichte. Ersetzt man etwa in dem chinesischen Zimmer die Symbole durch Rohre und Ventile (welche das neuronale Netz im Gehirn simulieren), an denen der Zimmerbewohner nach dem Regelwerk vorgehend dreht, um eine Antwort in chinesischer Sprache zu bekommen, hat dieser immer noch nichts von der eigentlichen Sprache bzw. Geschichte verstanden.

### Kombinations-Ansatz
„Kombiniert man die verschiedenen Ansätze, erhält man einen Roboter mit einem eingebauten Computer im Kopf, der so programmiert ist, dass er alle menschlichen Synapsen im Gehirn simulieren kann. Sein Verhalten würde demnach völlig dem eines Menschen gleichen. Und diesem Roboter als Ganzes müsste man schließlich Absichtlichkeit und damit Verständnis zuschreiben können.“
Dem ersten Anschein nach würde selbst Searle einem solchen Roboter Verständnis zuschreiben. Aber es verhält sich mit dem „Super“-Roboter genauso wie mit Tieren: Dem Verhalten nach zu urteilen müssen wir einem so agierenden Geschöpf diese Fähigkeit zuschreiben, weil wir uns diese sonst nicht erklären könnten.
Doch geht für Searle auch dieses Argument an der eigentlichen Problematik vorbei. Die starke KI möchte ja gerade zeigen, dass die richtigen Antworten auf bestimmte Fragen ein ausreichendes Kriterium dafür sind, einem Programm Verständnis zuzuschreiben. Der Kombinations-Ansatz schießt demnach weit über das Ziel hinaus. Auf den „Super“-Roboter zurückkommend: Diesem würde man möglicherweise ein Verständnis zuschreiben, dem kleinen Programm im Kopf jedoch nicht.

## Weiterführende Literatur
Eine Übersetzung des Aufsatzes sowie Kritik von einem der wichtigsten Vertreter der „Opposition“, Douglas R. Hofstadter, findet sich in:
- Douglas R. Hofstadter, Daniel Dennett: Einsicht ins Ich. Klett-Cotta, Stuttgart 1981, ISBN 3-608-93038-8, S. 337–366.

Eine umfassende Abhandlung über die Diskussionen rund um das Chinesische Zimmer findet sich in:
- Martin Dresler: Künstliche Intelligenz, Bewusstsein und Sprache: Das Gedankenexperiment des Chinesischen Zimmers. Königshausen & Neumann, Würzburg 2009, ISBN 978-3-8260-4054-2.

Eine allgemeine Auseinandersetzung mit dem Thema KI (Auseinandersetzung mit dem chinesischen Zimmer inklusive) in fiktionaler und laienfreundlicher Form findet sich in:
- John L. Casti: Das Cambridge-Quintett. Heyne, München 2000, ISBN 3-453-16061-4.